# Zgornji Prhovec
Zgornji Prhovec – wieś w Słowenii, w gminie Zagorje ob Savi. W 2018 roku liczyła 73 mieszkańców.